# セルビア関係記事の一覧
セルビア関係の記事の一覧。セルビア・モンテネグロ、コソボ、旧ユーゴスラビア関係の記事も含む。
- セルビアおよびセルビアに相当する地域の出身の人物についてはセルビア人の一覧を参照。

## あ行
- アダ・ツィガンリヤ - サヴァ川の中州の島、観光地
- アライド・フォース作戦 - コソボ紛争中の1999年に行われたNATOによる攻撃
- 色の革命#ブルドーザー革命 - 2000年のユーゴスラヴィア連邦共和国大統領スロボダン・ミロシェヴィッチの退陣の原因となった
- エア・セルビア - 航空会社
- オトポール! - 青年による政治運動
- オリンピックのセルビア選手団
  - オリンピックのセルビア・モンテネグロ選手団
  - オリンピックのユーゴスラビア選手団

## か行
- ガムジグラード - 村。世界遺産の「ガレリウスの宮殿ガムジグラード＝ロムリアーナ」がある
- クネズ・ミハイロヴァ通り
- コソボ
  - コソボ解放軍
  - コソボ共和国 (1990年-2000年)
  - コソボ空爆 ⇒ アライド・フォース作戦
  - コソボ社会主義自治州 - 1974年から1990年まで存在した、セルビア社会主義共和国の自治州
  - コソボ治安軍
  - コソボ地位問題
  - コソボの郡
  - コソボの世界遺産 ⇒ セルビアの世界遺産
  - コソボの中世建造物群 - 世界遺産
  - コソボの都市の一覧
  - コソボの歴史
  - コソボ・メトヒヤ自治州 (1946年-1974年) - かつてあったセルビア人民共和国の自治州
  - コソボ・メトヒヤ自治州 (1990年-1999年) - かつてあったセルビアの自治州
  - コソボ紛争
  - コソボ防護隊
  - コソボ暴動 (2004年)
  - コソヴォ・ポリェ - セルビアの平原
- 国民議会 (セルビア) - 議会

## さ行
- サッカーセルビア代表
  - サッカーセルビア・モンテネグロ代表 - 1992年から2003年までの代表チーム
  - サッカーユーゴスラビア代表 - 1992年以前の代表チーム
- サヴァ川
- サンジャク (地名) - ラシュカとも。セルビアとモンテネグロにまたがる地域
- ジュルジェヴィ・ストゥポヴィ修道院
- ジュルジェヴダン - 祝日
- スケートヘレナ - セルビアで開催されるフィギュアスケート国際大会
- スタディオン・ツルヴェナ・ズヴェズダ - 多目的スタジアム
- スタリ・ラス - 中世セルビアの国家ラシュカの首都
- スタリ・ラスとソポチャニ - キリスト教施設を含む世界遺産
- ストゥデニツァ修道院 - 世界遺産
- ストイシャとムラデン - 民話
- スラヴァ (セルビア正教会の習慣)
- スリヴォヴィッツ - 酒
- スルビヤ・ド・トキヤ - 「セルビアを東京へ」を意味する、ユーゴスラビア紛争中に使われたスローガン
- 正義の神 - 国歌
- 聖サワ大聖堂
- 聖マルコ聖堂 (ベオグラード)
- セルビア
  - セルビア (小惑星) - 国名にちなんで名前を付けられた小惑星
- セルビア王国 (中世) - 12世紀後半から14世紀半ばにかけて存在した国家
- セルビア王国 (近代) - 19世紀後半から20世紀初頭にかけて存在した国家
- セルビア・オープン - 2009年から2012年まで開催されたテニス大会
- セルビア海軍艦艇一覧
- セルビア科学芸術アカデミー
  - セルビア科学芸術アカデミーの覚書
- セルビアガス - 国有企業
- セルビア・カップ - サッカーの大会
- セルビア救国政府 - 第二次世界大戦中にナチス・ドイツが設置した傀儡政権
- セルビア義勇親衛隊 - 準軍事組織
- セルビア急進党
- セルビア共和国 (1992年-2006年)
- セルビア・クロアチア語 - セルビアや周辺国で話されている言語。ユーゴスラビア語とも
  - セルビア・クロアチア語版ウィキペディア
- セルビア軍
- セルビア語
  - セルビア語キリル・アルファベット
  - セルビア語版ウィキペディア
- セルビア公国 (中世) - 14世紀後半から15世紀半ばにかけて存在した国家
- セルビア公国 (近代) - 19世紀の前半から後半にかけて存在した国家
- セルビア国営放送 - 放送局
- セルビア再生運動 - 政党
- セルビアサッカー協会
- セルビア社会主義共和国
- セルビア社会党
- セルビア十字 - 国家と国民を象徴する十字
- セルビア人
- セルビア進歩党
- セルビア人民解放反ファシスト会議 - 第二次大戦中の反ファシズムの政府機関
- セルビア・スーペルリーガ - サッカーリーグ
- セルビア正教会
- セルビア石油産業
- セルビア帝国 - 14世紀半ばに存在した国家
- セルビア・ディナール - 通貨
- セルビア鉄道
- セルビア電力産業公社
- セルビア投資輸出促進庁
- セルビアとコソボの関係
- セルビアのイスラム教
- セルビアの音楽
- セルビアの郡
- セルビアの国章
- セルビアの国歌 ⇒ 正義の神
- セルビアの国旗
- セルビアの首相
- セルビアの世界遺産
- セルビアの大統領
- セルビアの都市の一覧
- セルビアの日本語教育
- セルビアのバレーボール選手一覧
- セルビアのユーロビジョン・ソング・コンテスト
- セルビアの歴史
- セルビア・プルヴァ・リーガ - サッカーリーグ
- セルビア保安・情報局
- セルビア蜂起 - 19世紀初期の独立運動、これによりセルビア公国へ独立
- セルビア民主党 (セルビア)
- セルビア・モンテネグロ
  - セルビア・モンテネグロカップ - サッカーの大会
  - セルビア・モンテネグロの国歌 ⇒ スラヴ人よ
  - セルビア・モンテネグロの国旗
  - セルビア・モンテネグロの国章
  - セルビア・モンテネグロのユーロビジョン・ソング・コンテスト
  - セルビア・モンテネグロの歴史
  - セルビア・モンテネグロ・プルヴァ・リーガ - サッカーリーグ
- ソポチャニ修道院

## た行
- 大セルビア - 民族統一主義
- ダナス - 日刊紙
- タニューグ - 通信社
- ディナル・アルプス山脈 - セルビアと周辺国にまたがる山脈
- 鉄門 (ドナウ川) - セルビアとルーマニアとの国境の一部もなす、ドナウ川の峡谷
- ドリナ川

## な行
- ネマニヤ通り

## は行
- バナト - 西部がセルビアにある歴史的地域
- パルチザン・ベオグラード - サッカークラブ
- バレーボールセルビア男子代表
- 東スラヴォニア・バラニャおよび西スレム・セルビア人自治州 - 1995年から1998年にかけて存在した自治州
- ブリツ - 日刊紙
- ヴレメ - ニュース雑誌
- ベオグラード
  - ベオグラード (小惑星)
- ベオグラード・アリーナ - 屋内競技場
- ベオグラード空港 ⇒ ベオグラード・ニコラ・テスラ空港
- ベオグラード港
- ベオグラード国際青年音楽コンクール
- ベオグラード大学
- ベオグラード中央駅
- ベオグラード・ニコラ・テスラ空港 - 国際空港
- ベオグラードの戦い ⇒ ベオグラード包囲戦
- ベオグラードの通りと広場
- ベオグラード＝バール鉄道 - 鉄道路線
- ベオグラード包囲戦 (1717年)
- ベオグラード1999 - 日本で制作された、ユーゴスラビア紛争等を取材した映画
- ベオヴォズ - 都市近郊鉄道
- ベータ・ニュース・エージェンシー - 通信社
- ヴォイヴォディナ - セルビア北部の自治州
  - ヴォイヴォディナ自治州 (1945年-1963年)
  - ヴォイヴォディナ社会主義自治州 - 1974年から1990年まで存在した、セルビア社会主義共和国の自治州
- ボシュニャク人 - セルビアにも居住するイスラム教徒のスラヴ人
- ポリティカ (セルビアの新聞) - 日刊紙

## ま行
- 民主党 (セルビア) - 政党
- メトヒヤ - 地域
- モンテネグロ

## や行
- ユーグ・グリゼリ賞 - 報道に対する賞
- ユーゴスラビア - かつて存在した国家
  - ユーゴスラビア王国 - 20世紀前半に存在した国家。「セルビア人・クロアチア人・スロベニア人王国」とも
  - ユーゴスラビア社会主義連邦共和国 -1943年から1992年まで存在した国家
  - ユーゴスラビア連邦共和国 - 1992年から2003年まで存在した国家。「新ユーゴスラビア」とも
- ユーゴノスタルギヤ - かつてのユーゴスラビア社会主義連邦共和国への懐古的な感情

## ら行
- ラーザ・コスティッチ - セルビアの詩人
- ライフ・イズ・ミラクル - セルビアの映画作品
- リム川
- レッドスター・ベオグラード - サッカークラブ

## わ行
- 笑っている目と泣いている目 - 昔話

## 英記号
- .rs - 国別コードトップレベルドメイン
- B92 - 放送局
- FKスパルタク・スボティツァ - サッカークラブ
- FKスメデレヴォ1924 - サッカークラブ
- FKゼムン - サッカークラブ
- FKチュカリチュキ - サッカークラブ
- FKドニ・スレム2015 - サッカークラブ
- FKナプレダク・クルシェヴァツ - サッカークラブ
- FKノヴィ・パザル - サッカークラブ
- FKハイドゥク1912 - サッカークラブ
- FKバナト・ズレニャニン - サッカークラブ
- FKヴォイヴォディナ・ノヴィ・サド - サッカークラブ
- FKヴォジュドヴァツ - サッカークラブ
- FKボラツ1926 - サッカークラブ
- FKムラドスト・ルチャニ - サッカークラブ
- FKメタラツ・ゴルニ・ミラノヴァツ - サッカークラブ
- FKヤヴォル・イヴァニツァ - サッカークラブ
- FKラドニク・スルドゥリツァ - サッカークラブ
- FKラドニチュキ1923 - サッカークラブ
- FKラドニチュキ・ニシュ - サッカークラブ
- FKラド・ベオグラード - サッカークラブ
- GFKヤゴディナ - サッカークラブ
- GSPベオグラード - 企業
- G17プラス - 政党
- Jat航空 (ヤットこうくう) ⇒ エア・セルビア
- OFKベオグラード - サッカークラブ
- NIN (雑誌) - ニュース週刊誌
- SKユゴスラヴィヤ - サッカークラブ